# Krystyna Zabawska
Krystyna Zabawska (Polonia, 14 de enero de 1968) es una atleta polaca retirada especializada en la prueba de lanzamiento de peso, en la que consiguió ser subcampeona mundial en pista cubierta en 1999.

## Carrera deportiva
En el Campeonato Mundial de Atletismo en Pista Cubierta de 1999 ganó la medalla de plata en el lanzamiento de peso, con una marca de 19.00 metros, tras la rusa Svetlana Krivelyova (oro con 19.08 metros) y por delante de la estadounidense Teri Steer-Tunks (bronce con 18.86 metros).